# 毛利高通
毛利 高通（もうり たかみち）は、江戸時代中期の豊後国佐伯藩の世嗣。官位は従五位下・摂津守。

## 略歴
6代藩主・毛利高慶の長男。母は宗義真の娘。
佐伯藩嫡子として生まれ、享保2年（1717年）徳川吉宗に拝謁し叙任する。しかし、病弱を理由に享保4年（1719年）に廃嫡され、代わって弟・高能が嫡子となった。享保18年（1733年）、31歳で没した。

## 系譜
- 父：毛利高慶（1675-1743）
- 母：常 - 宗義真の娘
- 室：藤田氏
  - 長男：毛利高丘（1728-1760）
- 生母不明の子女
  - 次男：毛利一高
  - 女子：松平直道継室 - のち竹中元儔継室